# BMI Group
BMI Group (Braas Monier Building Group) er multinational luxembourgsk producent af byggematerialer. De producerer primært løsninger til tag og andre vandtætte flader. Det kan være løsninger i tegl, keramik, beton, stål og tagpap.
BMI er tilstede i 40 lande med 116 fabrikker og 9.600 ansatte. Virksomheden har talrige mærker her i blandt Monier og Icopal i Danmark. I 2017 Blev Bras Monier overtaget af Standard Industries.